# Пласт на Тернопільщині
Пласт — українська молодіжна і дитячо-юнацька організація.

## Історія

### 1910-ті
У Тернополі перший пластовий кружок було створено 1912 року при українській державній гімназії Франца-Йосифа I. Організаторами були професор В. Безкоровайний, І. Галущинський та ін.. Кружок наприкінці 1912—1913 навчального року налічував 150 осіб, у наступному — 120. Восени 1912 виник пластовий полк ім. Гетьмана І. Мазепи в м. Теребовля, при якому засновано дівочу частину — чоту імені Княгині Ольги (1913). У пластовій праці на Тернопільщині допомагав Петро Франко.
До 1914 пластові осередки поширилися у містах Бережани, Борщів, Бучач, Збараж, Копичинці, Чортків та ін.
Після початку Першої світової війни пластуни Тернопільщини — учасники Легіону УСС і Визвольних змагань (1914—1921). Значна частина пластунів воювала на Тернопільщині в УГА, зокрема у Пластунській сотні малолітніх добровольців 3-го Галицького корпусу (бої біля села Кошилівці, нині Заліщицького району, м. Бучач та ін.). Пластуни з Тернопільської гімназії належали до Студентської сотні під проводом професора І. Галущинського.

### 1920—1930-ті
Відродження діяльності Пласту відбулася на початку 1920-их. Серед організаторів та опікунів — відомі громадські діячі, колишні старшини українського війська: Н. Гірняк (Тернопіль), В. Бемко (Бережани) та ін. Найсильніші осередки Пласту у міжвоєнний період — у Тернополі й Бережанах: по 7 пластунських частин; Пласт також поширився на Волинь, де від середини 1920-х діяв при «Просвіті», найрозвиненішим був у містах Кременець та Почаїв (нині Кременецького району).
Наприкінці 1920-х постали відділи так званого Село-Пласту. 1-ий такий відділ у Пласті виник у с. Озерна (нині Зборівського району) зусиллями пластунки 2-го полку ім. М. Борецької у Львові Г. Танчаківської — гурток «Лис» 1-го пластунського село-полку. Один із вихованців — художник В. Гриценко, який згодом навчався у Олекси Новаківського. Відділи Село-Пласту утворилися в селах Іване-Пусте, нині Борщівського району (курінь 69 ім. Б. Хмельницького, М. Никифорчин), Кобиловолоки, нині Теребовлянського району (М. Гречило і Я. Рунківна) та ін. На Бережанщині їхню діяльність відновив Я. Старух. 5 гуртків Пласту в селі Денисів, нині Козівського району 1925 організувала І. Блажкевич.
Тернополяни, які навчалися у Львові, створили курінь «Вітрогони» (І. Малюца). Пластуни Тернополя організували новацькі частини для дітей 6—11 років. Організаційно Пласт на Тернопільщині належав до VI Подільського пластового округу (зв'язкові Т. Остап'юк, І. Бабій, Н. Гірняк) і IX Волинського з центром у Кременці (В. Кархут). Діяльність Пласту мала національне спрямування. Це виявилося в опіці над цвинтарями УСС і УГА: впорядкуванню близько 1500 стрілецьких могил на Микулинецькому цвинтарі в Тернополі та стрілецький цвинтар і насипано курган на горі Лисоня біля Бережан.
Пластуни брали активну участь у визвольній боротьбі проти польських окупантів. Усередині Пласту (який намагався дотримуватися скаутського принципу аполітичності) були протистояння між політичними силами, наприклад, керівництва Пласту з комуністами-радянофілами (Почаїв), а також із УВО-ОУН. Це стало приводом до заборони Пласту на Волині (1928) і в Галичині (26 вересня 1930). Після заборони Пласту відбулися судові процеси за приналежність до нього, зокрема у Зборові, Почаєві, Тернополі; деякі з пластунів засуджено до 2 місяців арешту зі заміною кари на штраф 3000 злотих.
Пласт продовжував діяльність у підпіллі, зокрема від 1934 під керівництвом таємничого Пластового Центру, в якому працювали й вихідці з Тернопільщини (Є. Полотнюк та ін.).

### Радянський період
Під час Другої світової війни Пласт діяв під виглядом Виховних спільнот української молоді (ВСУМ), багато дорослих членів яких зголосилися до дивізії «Галичина». Вихованці Пласту брали участь у Визвольних змаганнях в ОУН і УПА (К. Зарицька, І. Мітрінґа, О. Пашкевич, О. Штуль-Жданович та ін.), чимало з них загинуло за волю України.
Після війни вихідці з Тернопільщини діяльні в Пласті української діаспори — як організатори (Н. Гірняк) і вихованці (Б. Гаврилишин, М. Лабунька).

### 1990-ті
1989—1990 почалося відновлення Пласту на Тернопільщині.
1-й осередок — Тернопіль (О. Мушій та І. Ґавліч, Б. Олексій).
1990 створено міську організацію Пласту — станицю Тернопіль. Організатори і керівники Пласту в Тернополі: О. Куриш, С. Сидор, М. Окаринський, А. Гевко та ін.
Всеукраїнські заходи:
- 2-й (позачерговий) з'їзд Пласту 1992, на якому прийнято офіційну назву «Пласт — Українська скаутська організація»,
- Всеукраїнський мистецький змаг «Орликіада» (1998, комендант М. Окаринський),
- всеукраїнські новацькі табори (Б. Олексій).

Відновлено курінь УСП «Плем'я Могікани».
У Тернополі виходив 1992—1994 всеукраїнський пластовий часопис «Цвіт України»; 1996—1998 — часопис тернопільських пластунів «Полум'я» (головний редактор М. Окаринський).
У 1990-ті створено осередки в містах Бережани (І. Гавдида), Бучач, Заліщики, Чортків (М. Процьків, І. Крочак, Р. Процьків), селах Купчинці, Великий Ходачків Козівського, селі Жизномир Бучацького районів та ін.

## Сучасність
Станом на 2024 рік працюють осередки Пласту в Тернополі, Бережанах, Бучачі, Великій Березовиці, Вишнівці, Зарваниці, Збаражі, Зборові, Копичинцях, Кременці, Підволочиську, Підгайцях, Козові, Хоросткові, Чорткові та Шумську.
Діє Тернопільська округа Пласту — Національної скаутської організації України, яка є адміністративним органом Пласту в Тернопільській області. Проводяться акції, заходи, вишколи та табори, щорічно пластуни долучаються до міжнародної скаутської акції до святкуваннь Різдва Христового «Вифлеємський вогонь миру».

### Провід станиці 2012-2013 років

#### Станична пластова старшина
- Голова СПС — ст. пл. гетьм. скоб Любомир Шимків, ОЗО
- Заступник з інформаційних питань — ст. пл. Іра Гнасевич
- Заступник з господарських питань — ст. пл. Наталя Юзик
- Заступник з виховних питань — ст. пл. вірл. Христя Міщій, ЧоК
- Писар — ст. пл. прих. Тетяна Ірха
- Скарбник — ст. пл. Ярослав Шургот
- Референт УПН — ст. пл.  Наталя Гайдук
- Референт УПЮ — ст. пл. Тарас Липовий, ПМ
- Референт УСП — ст. пл. Юлія Водяна
- Референт УПС — пл. сен. Сергій Юзик,СМ
- Референт інструкторства — ст. пл. Тарас Довбуш
- Референт 3-ї проби — ст.пл.вірл. Христина Міщій, ЧоК
- Обозний — ст. пл. Анатолій Грицюк

#### Станична Пластова Рада
- Голова: ст. пл. Олександра Ніздрань
- ст. пл. скоб Роман Задорожний, ОХ
- ст. пл. Наталія Зелінка, Rt

### Тернопіль

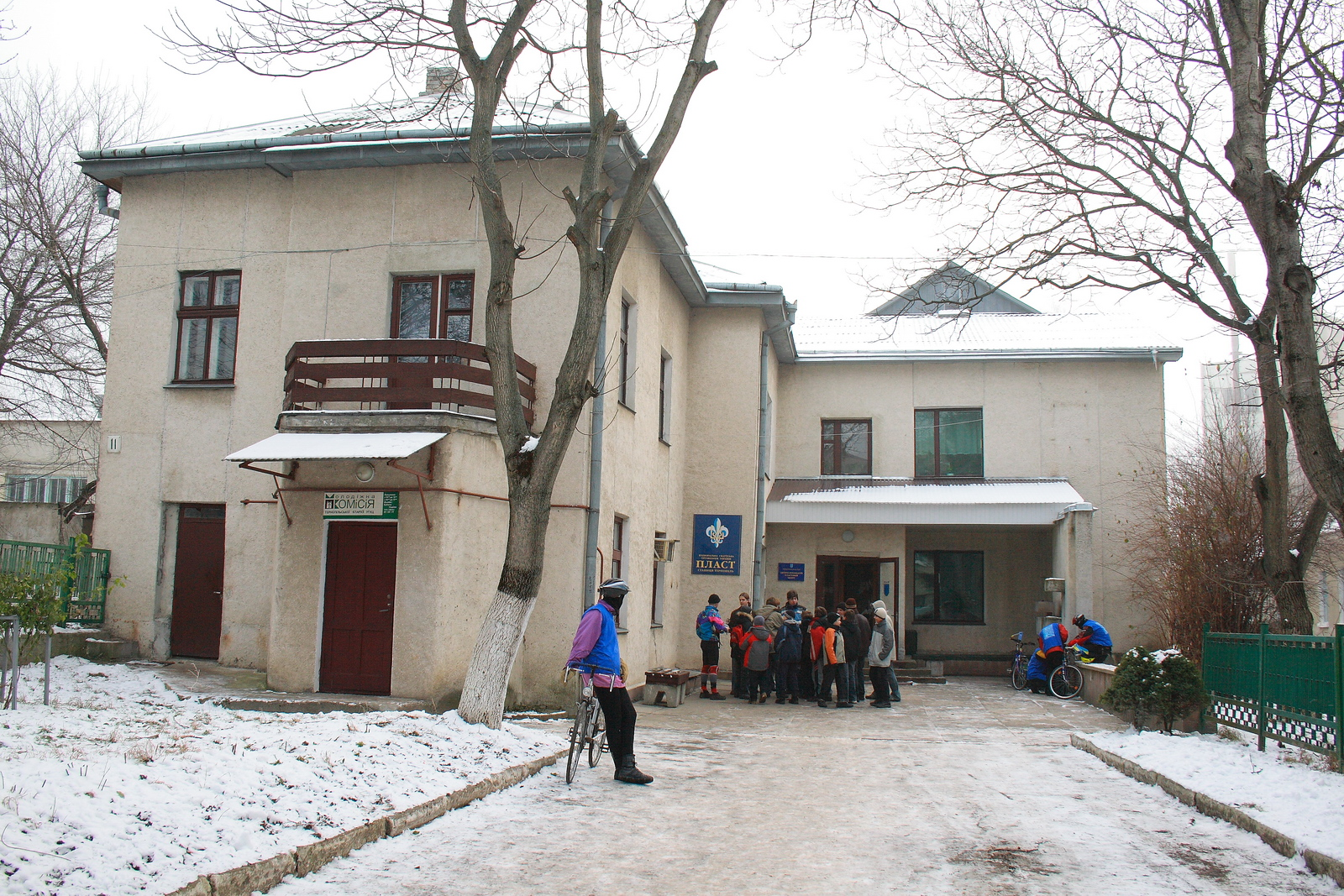
Станиця Тернопіль

Найбільший осередок — у Тернополі, де діють 9 куренів юнацтва і 2 гнізда новацтва.
Нині в станиці Тернополі 9 юнацьких куренів: 13 ім. Олекси Довбуша, 16 ім. Іванни Блажкевич, 29 ім. Юрія Старосольського, 42 ім. Ганни Дидик, 51 ім. Святослава Завойовника, 58 ім. Катерини Білокур, 60 ім. Галі Мороз, 77 імені Івана Гавдиди, підготовчий курінь ім. Михайла Сороки
Тернопільські пластуни — учасники керівництва Пласту інших регіонів, де перебувають на студіях чи роботі, Всеукраїнському проводі Пласту (А. Гевко, О. Куриш, В. Окаринський, Б. Олексій, Г. Соловій та ін.).

### Бережани
Бережанські пластуни щороку організовують окружний змаг — «Спартакіаду», захід «Памʼятай про Крути», табір «Легіонер» та долучаються до заходів і таборів інших станиць - як в окрузі, так і в краю. Також юнаки і юначки з цієї станиці активно беруть участь у роботі і розвитку Тернопільського Пласту. В станиці Бережани діють два куреня - курінь ч.103 імені братів Лепких та курінь ч.130 імені Параски Плитки-Горицвіт.
Станом на початок 2024 року діють новацькі уладові частини у вигляді трьох роїв - "Дельфінчики", "Морські котики" та "Черепашки". А з 18.03.2025р. зареєстрували піготовче мішане гніздо "Ті, що танцюють з хвилями".

### Зборів
Станиця Зборів зареєстрована в 2008 році 27 лютого. 8 лютого 2013 року було зареєстровано дівочий курінь ім. сестер Тимкевич. У 2022 році курінь відновив свою діяльність. Також у станиці є хлопчачий курінь ім. Омеляна Польового - полковника УПА, який відновив свою діяльність у жовтні 2021 року.

### Козова
До складу станиці Козова станом на 2014 рік входять 85-й курінь УПЮ імені Володимира Ґерети, підготовчий курінь УПЮ імені Марії Кузьмович та Осередок праці старших пластунів. Головою станиці є Віталій Михайлиця, референтом УПЮ є Борис Явір Іскра, осередковим УСП є Андрій Михайлиця.